# BYD Song Plus
Der BYD Song Plus ist ein Sport Utility Vehicle des chinesischen Automobilherstellers BYD Auto, einer Tochtergesellschaft des BYD-Konzerns.

## Geschichte
Präsentiert wurde das zwischen Song und Tang positionierte Fahrzeug im Juni 2020. Seit September 2020 wird es in China und seit September 2022 in Brasilien verkauft. Gegenüber dem Song ist das SUV länger, breiter und flacher. Eine überarbeitete Version des Fahrzeugs kam im Juni 2023 auf den Markt. Die Baureihe für die internationalen Märkte debütierte im September 2023 auf der Internationalen Automobil-Ausstellung in München als BYD Seal U. Sie kam im Februar 2024 in Europa auf den Markt. Zudem kündigte BYD im gleichen Monat auf dem Genfer Auto-Salon die Markteinführung des Seal U auch als Plug-in-Hybrid (DM-i) an. Der seit Juli 2024 angebotene BYD Song L ist technisch ähnlich zum Song Plus.

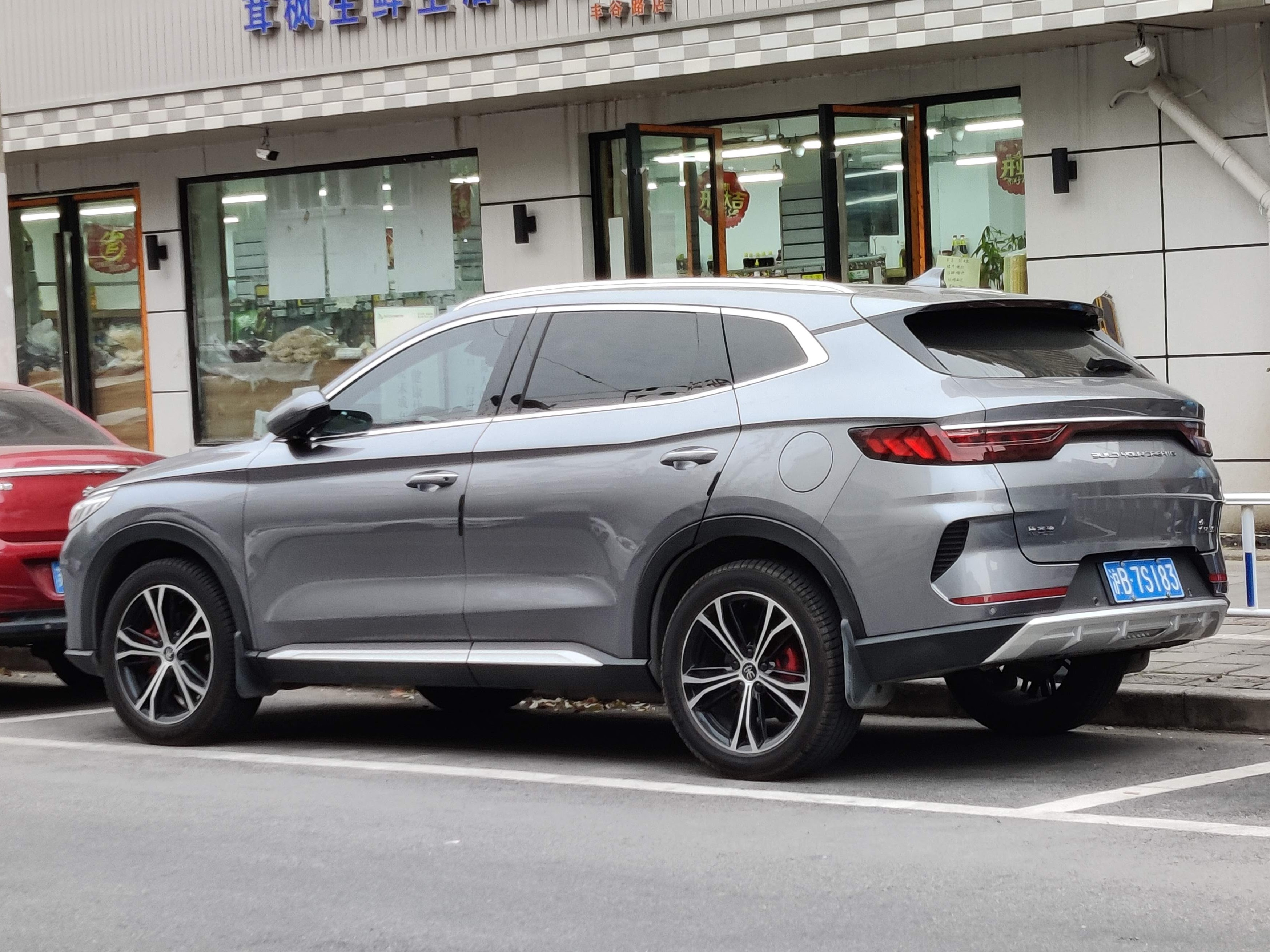
Heckansicht
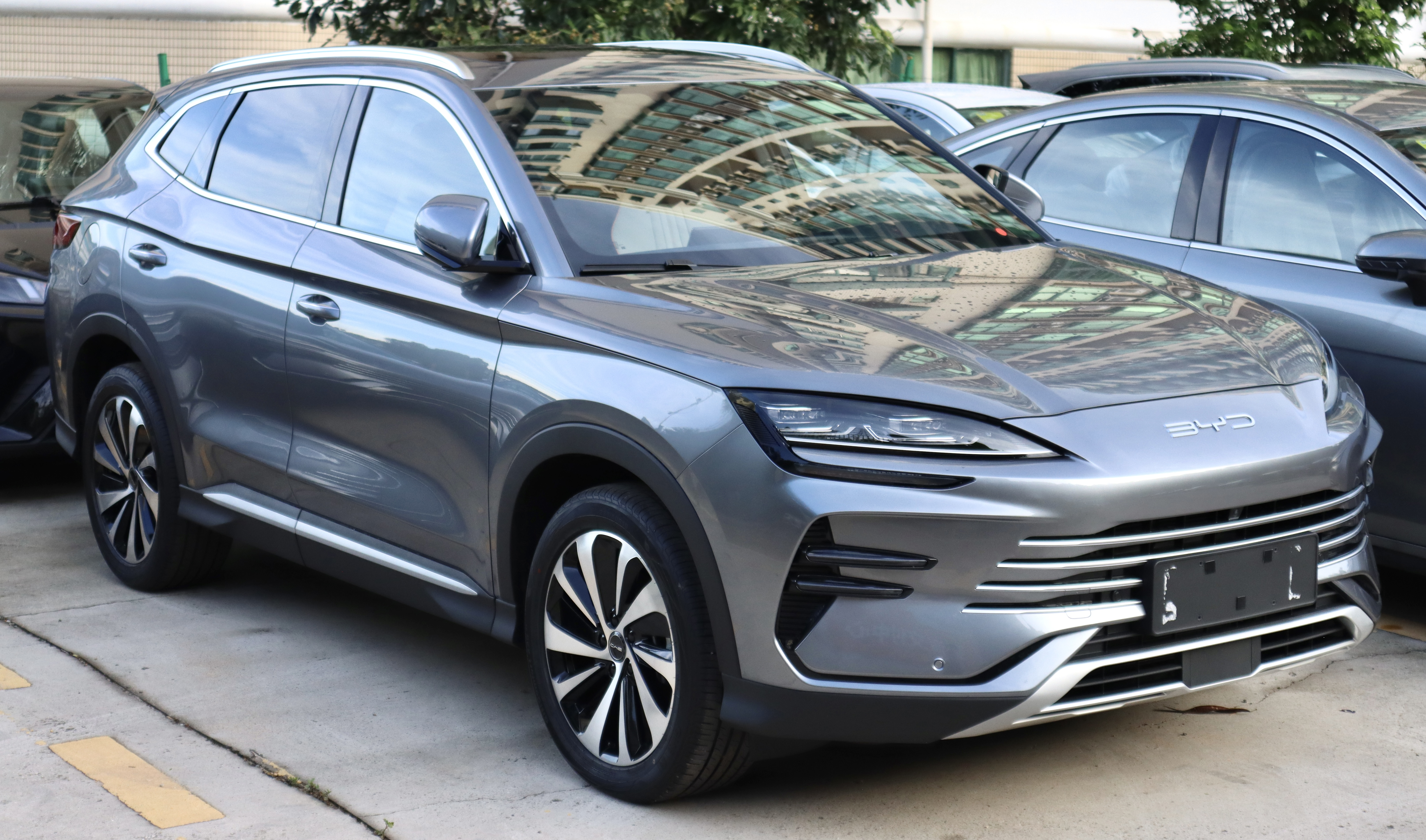
BYD Song Plus (seit 2023)
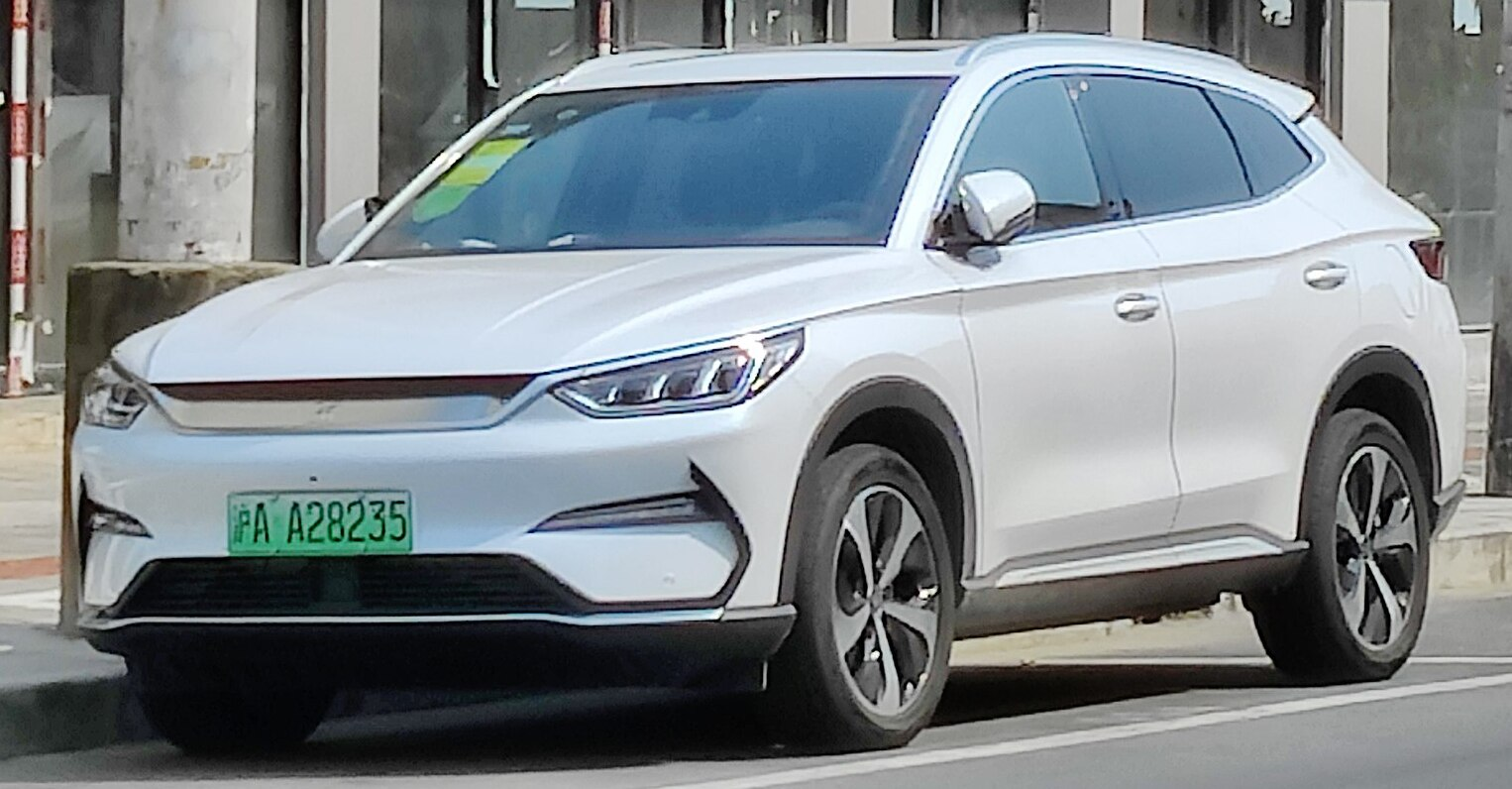
BYD Song Plus EV
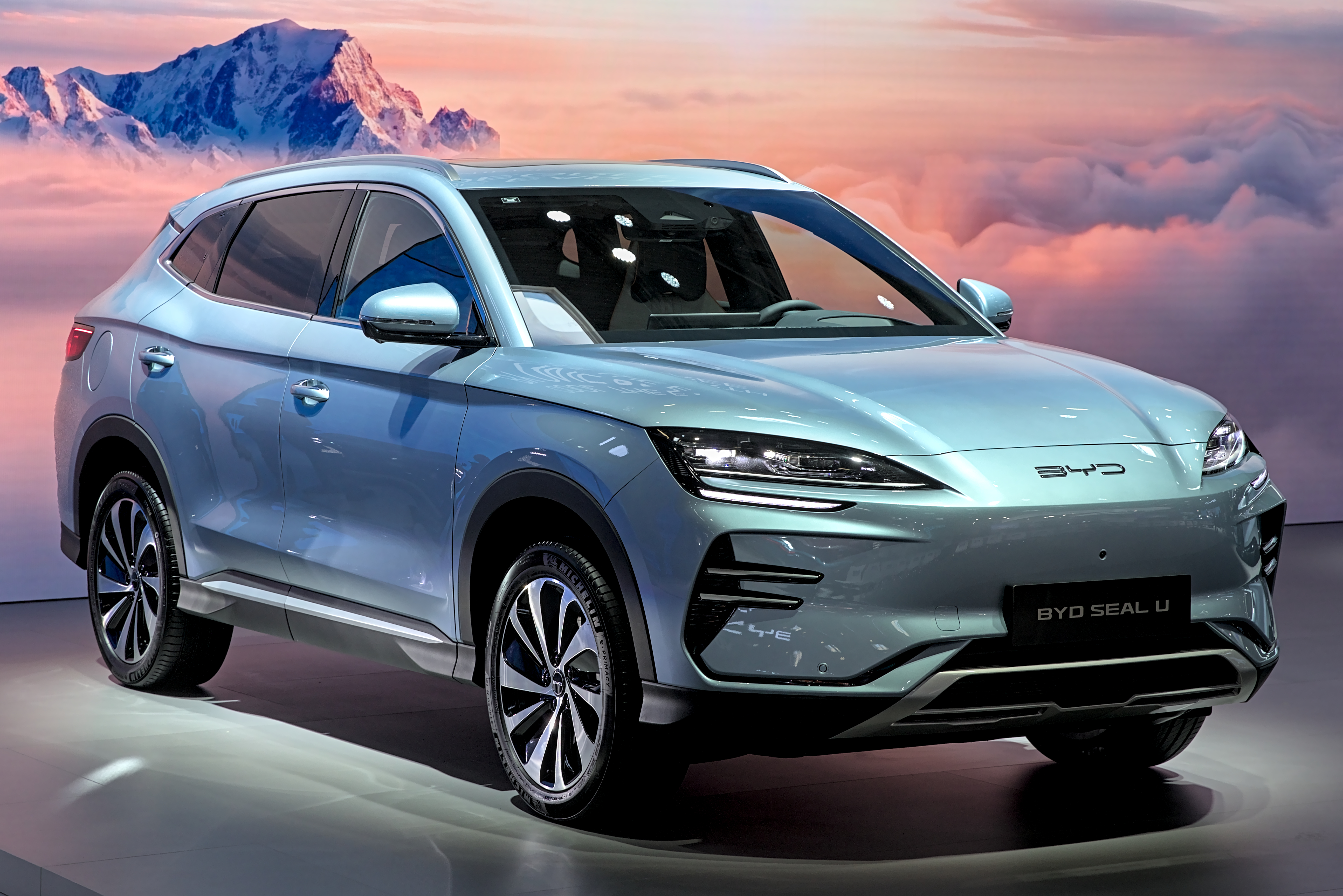
BYD Seal U auf der IAA 2023
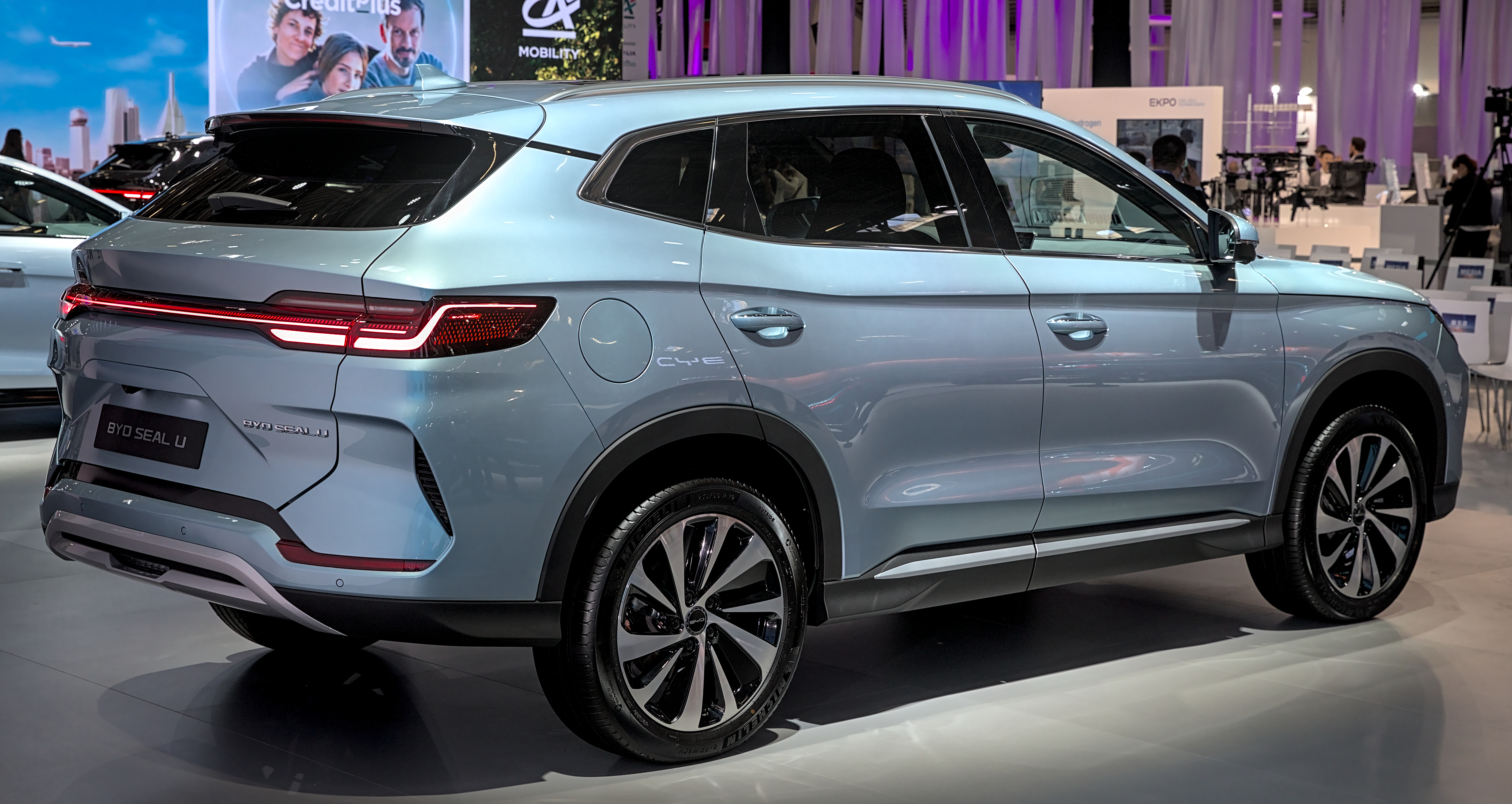
Heckansicht
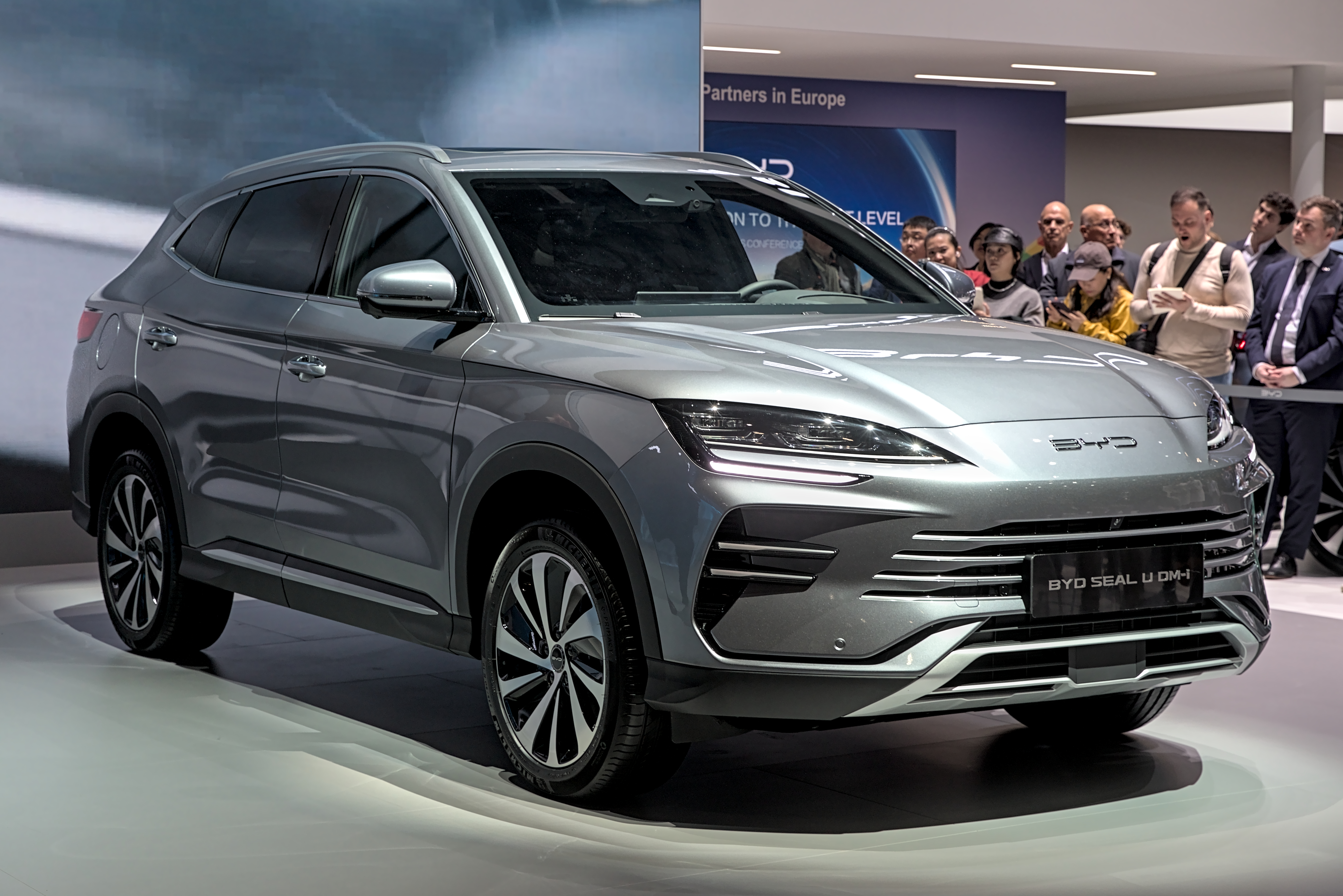
BYD Seal U DM-i auf dem Genfer Auto-Salon 2024
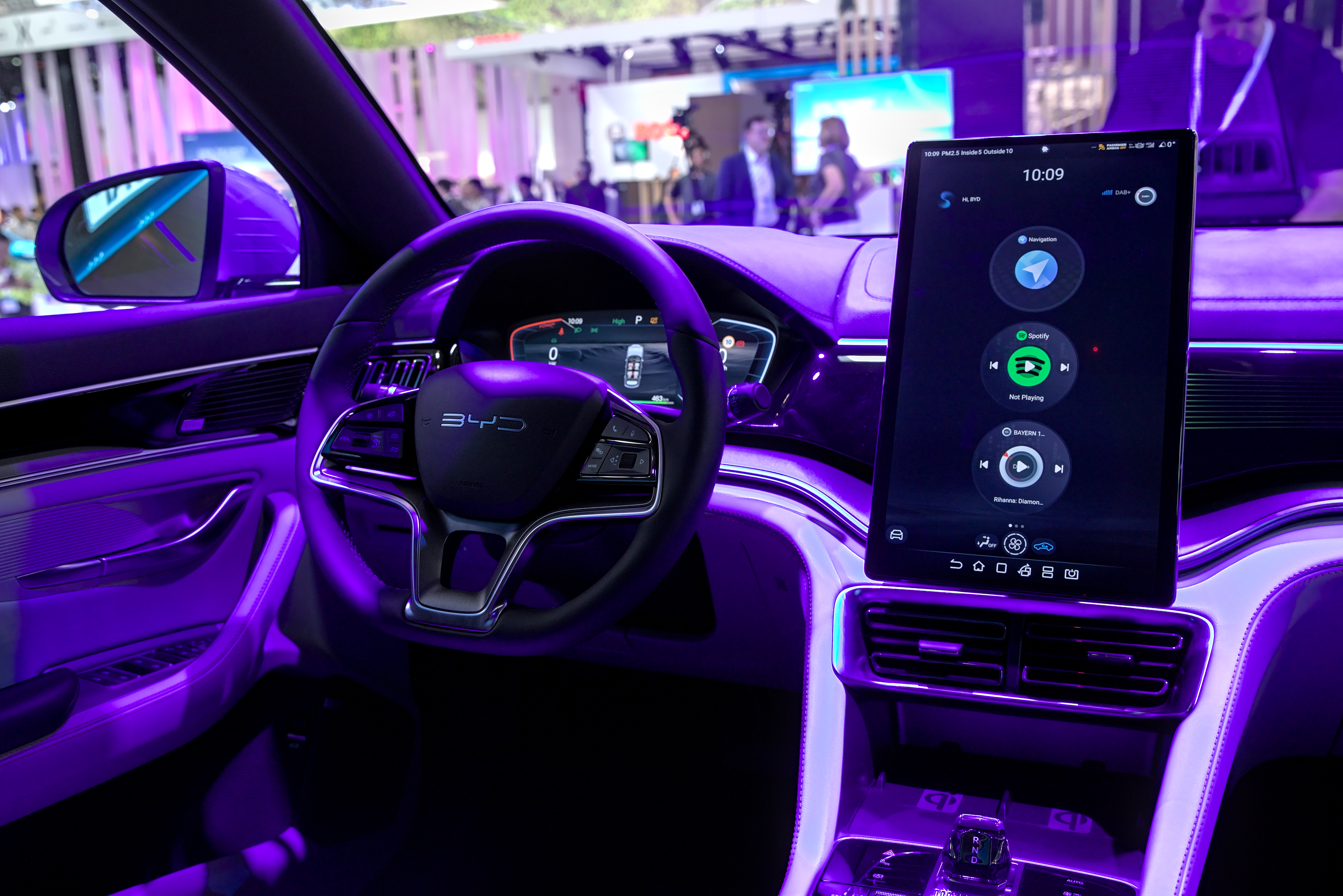
Innenansicht
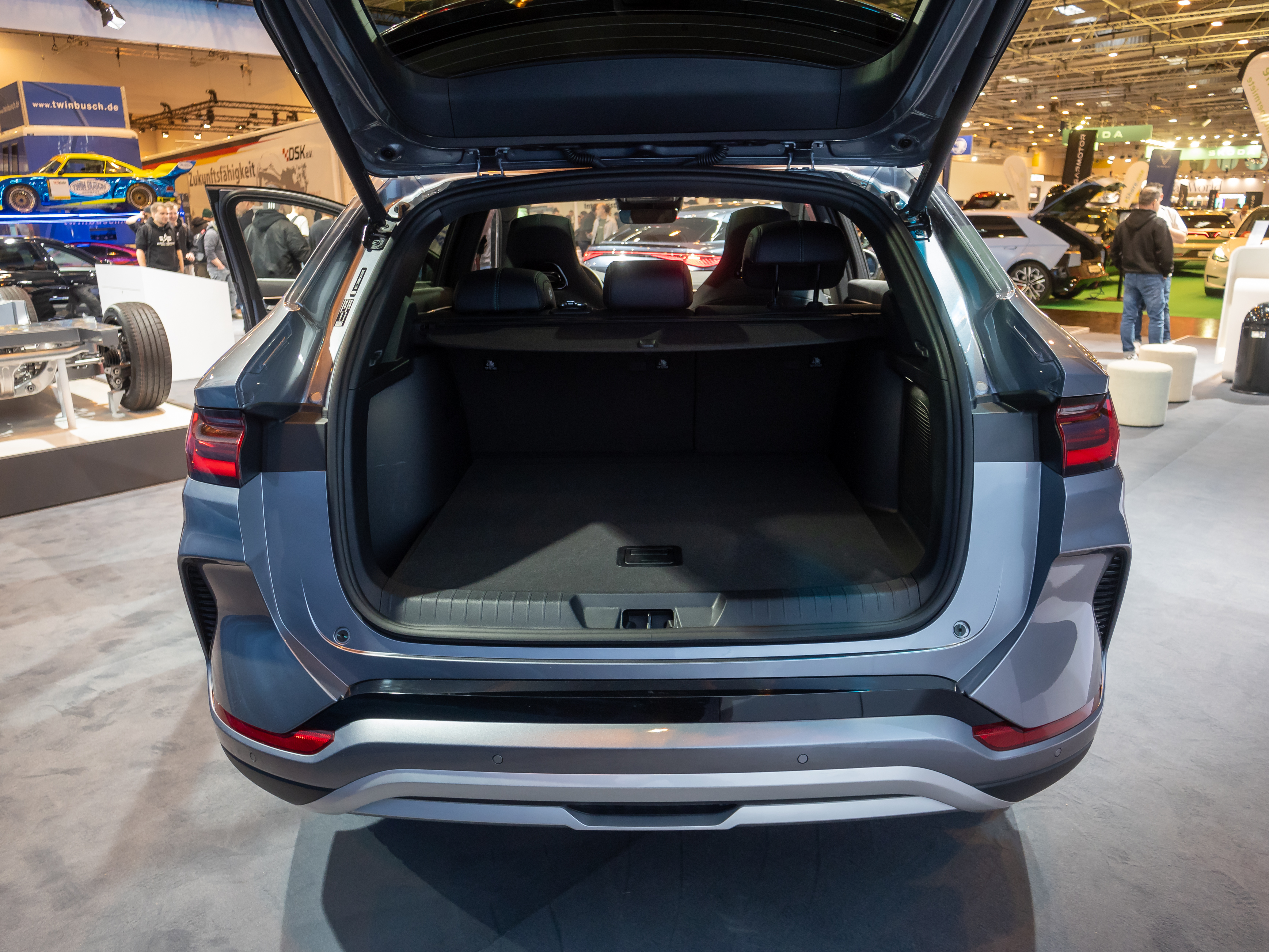
Kofferraum

## Sicherheit
Im Herbst 2023 wurde der Seal U vom Euro NCAP auf die Fahrzeugsicherheit getestet. Er erhielt fünf von fünf möglichen Sternen.

## Technische Daten
Zum Marktstart stand ausschließlich ein aufgeladener 1,5-Liter-Ottomotor mit 136 kW (185 PS) zur Wahl. Er war nur mit einem 7-Stufen-Doppelkupplungsgetriebe und Vorderradantrieb erhältlich. Im Januar 2021 präsentierte BYD die Baureihe mit dem Plug-in-Hybrid-Antrieb DM-i. Sie wird seit März 2021 verkauft. Im April 2021 folgte auch eine Elektroversion. Die Plug-in-Hybrid-Version wurde zwischen September 2021 und Juni 2023 auch mit Allradantrieb angeboten.
| Kenngrößen                                  | 1.5TI                            | DM-i                                    | DM-i                                    | DM-i                                    | DM-i (Europa)                           | DM-i                                    | DM-i                                    | DM-i                                    | DM-i AWD                                | DM-i AWD (Europa)                       | EV                                      | EV                                      | EV                                      |
| ------------------------------------------- | -------------------------------- | --------------------------------------- | --------------------------------------- | --------------------------------------- | --------------------------------------- | --------------------------------------- | --------------------------------------- | --------------------------------------- | --------------------------------------- | --------------------------------------- | --------------------------------------- | --------------------------------------- | --------------------------------------- |
| Bauzeitraum                                 | 09/2020–03/2022                  | 03/2021–06/2023                         | 03/2021–07/2024                         | 06/2023–07/2024                         | seit 06/2024                            | seit 07/2024                            | seit 07/2024                            | seit 07/2024                            | 09/2021–06/2023                         | seit 06/2024                            | 04/2021–06/2023                         | seit 06/2023                            | seit 06/2023                            |
| Motorkenndaten                              |                                  |                                         |                                         |                                         |                                         |                                         |                                         |                                         |                                         |                                         |                                         |                                         |                                         |
| Motortyp                                    | R4-Ottomotor                     | R4-Ottomotor + Elektromotor             | R4-Ottomotor + Elektromotor             | R4-Ottomotor + Elektromotor             | R4-Ottomotor + Elektromotor             | R4-Ottomotor + Elektromotor             | R4-Ottomotor + Elektromotor             | R4-Ottomotor + Elektromotor             | R4-Ottomotor + 2 Elektromotoren         | R4-Ottomotor + 2 Elektromotoren         | Elektromotor                            | Elektromotor                            | Elektromotor                            |
| Motoraufladung                              | Turbolader                       | Turbolader                              | Turbolader                              | Turbolader                              | Turbolader                              | Turbolader                              | Turbolader                              | Turbolader                              | Turbolader                              | Turbolader                              | —                                       | —                                       | —                                       |
| Hubraum                                     | 1498 cm³                         | 1498 cm³                                | 1498 cm³                                | 1498 cm³                                | 1498 cm³                                | 1498 cm³                                | 1498 cm³                                | 1498 cm³                                | 1498 cm³                                | 1497 cm³                                | —                                       | —                                       | —                                       |
| max. Leistung Verbrennungsmotor             | 136 kW (185 PS) bei 5500/min     | 81 kW (110 PS) bei 6000/min             | 81 kW (110 PS) bei 6000/min             | 81 kW (110 PS) bei 6000/min             | 72 kW (98 PS) bei 6000/min              | 74 kW (101 PS)                          | 74 kW (101 PS)                          | 74 kW (101 PS)                          | 102 kW (139 PS)                         | 96 kW (131 PS) bei 5200/min             | —                                       | —                                       | —                                       |
| max. Leistung Elektromotor, vorne           | —                                | 132 kW (179 PS)                         | 145 kW (197 PS)                         | 145 kW (197 PS)                         | 145 kW (197 PS)                         | 160 kW (218 PS)                         | 160 kW (218 PS)                         | 160 kW (218 PS)                         | 145 kW (197 PS)                         | 150 kW (204 PS)                         | 135 kW (184 PS)                         | 150 kW (204 PS)                         | 160 kW (218 PS)                         |
| max. Leistung Elektromotor, hinten          | —                                | —                                       | —                                       | —                                       | —                                       | —                                       | —                                       | —                                       | 120 kW (163 PS)                         | 120 kW (163 PS)                         | —                                       | —                                       | —                                       |
| max. Systemleistung                         | —                                | k. A.                                   | k. A.                                   | k. A.                                   | 160 kW (218 PS)                         | k. A.                                   | k. A.                                   | k. A.                                   | k. A.                                   | 238 kW (324 PS)                         | —                                       | —                                       | —                                       |
| max. Drehmoment Verbrennungsmotoren         | 288 Nm bei 1500–3700/min         | 135 Nm bei 4500/min                     | 135 Nm bei 4500/min                     | 135 Nm bei 4500/min                     | 122 Nm bei 4000–4500/min                | 126 Nm                                  | 126 Nm                                  | 126 Nm                                  | 231 Nm                                  | 220 Nm bei 1500–3500/min                | —                                       | —                                       | —                                       |
| max. Drehmoment Elektromotor, vorne         | —                                | 316 Nm                                  | 325 Nm                                  | 325 Nm                                  | 300 Nm                                  | 260 Nm                                  | 260 Nm                                  | 260 Nm                                  | 316 Nm                                  | 300 Nm                                  | 280 Nm                                  | 310 Nm                                  | 330 Nm                                  |
| max. Drehmoment Elektromotor, hinten        | —                                | —                                       | —                                       | —                                       | —                                       | —                                       | —                                       | —                                       | 280 Nm                                  | 250 Nm                                  | —                                       | —                                       | —                                       |
| max. Systemdrehmoment                       | —                                | k. A.                                   | k. A.                                   | k. A.                                   | 300 Nm                                  | k. A.                                   | k. A.                                   | k. A.                                   | k. A.                                   | 550 Nm                                  | —                                       | —                                       | —                                       |
| Kraftübertragung                            |                                  |                                         |                                         |                                         |                                         |                                         |                                         |                                         |                                         |                                         |                                         |                                         |                                         |
| Antrieb, serienmäßig                        | Vorderradantrieb                 | Vorderradantrieb                        | Vorderradantrieb                        | Vorderradantrieb                        | Vorderradantrieb                        | Vorderradantrieb                        | Vorderradantrieb                        | Vorderradantrieb                        | Allradantrieb                           | Allradantrieb                           | Vorderradantrieb                        | Vorderradantrieb                        | Vorderradantrieb                        |
| Getriebe, serienmäßig                       | 7-Stufen-Doppelkupplungsgetriebe | Stufenloses Getriebe                    | Stufenloses Getriebe                    | Stufenloses Getriebe                    | Stufenloses Getriebe                    | Stufenloses Getriebe                    | Stufenloses Getriebe                    | Stufenloses Getriebe                    | Stufenloses Getriebe                    | Stufenloses Getriebe                    | 1-Stufen-Reduktionsgetriebe             | 1-Stufen-Reduktionsgetriebe             | 1-Stufen-Reduktionsgetriebe             |
| Antriebsbatterie                            |                                  |                                         |                                         |                                         |                                         |                                         |                                         |                                         |                                         |                                         |                                         |                                         |                                         |
| Zellchemie                                  | —                                | Lithium-Eisenphosphat-Akkumulator (LFP) | Lithium-Eisenphosphat-Akkumulator (LFP) | Lithium-Eisenphosphat-Akkumulator (LFP) | Lithium-Eisenphosphat-Akkumulator (LFP) | Lithium-Eisenphosphat-Akkumulator (LFP) | Lithium-Eisenphosphat-Akkumulator (LFP) | Lithium-Eisenphosphat-Akkumulator (LFP) | Lithium-Eisenphosphat-Akkumulator (LFP) | Lithium-Eisenphosphat-Akkumulator (LFP) | Lithium-Eisenphosphat-Akkumulator (LFP) | Lithium-Eisenphosphat-Akkumulator (LFP) | Lithium-Eisenphosphat-Akkumulator (LFP) |
| Energieinhalt                               | —                                | 8,3 kWh                                 | 18,3 kWh                                | 26,6 kWh                                | 18,3 kWh                                | 12,9 kWh                                | 18,3 kWh                                | 26,6 kWh                                | 18,3 kWh                                | 18,3 kWh                                | 71,7 kWh                                | 71,8 kWh                                | 87,0 kWh                                |
| Messwerte                                   |                                  |                                         |                                         |                                         |                                         |                                         |                                         |                                         |                                         |                                         |                                         |                                         |                                         |
| Höchstgeschwindigkeit                       | k. A.                            | 170 km/h                                | 170 km/h                                | 170 km/h                                | 170 km/h                                | 180 km/h                                | 180 km/h                                | 180 km/h                                | 180 km/h                                | 180 km/h                                | 160 km/h                                | 175 km/h                                | 175 km/h                                |
| Beschleunigung, 0–100 km/h                  | 9,8 s                            | 8,5 s                                   | 7,9 s                                   | 8,5 s                                   | 8,9 s                                   | 7,7 s                                   | 7,7 s                                   | 7,9 s                                   | 5,9 s                                   | 5,9 s                                   | k. A.                                   | 9,3 s                                   | 9,6 s                                   |
| Kraftstoffverbrauch auf 100 km (kombiniert) | 6,9 l Super                      | 1,5 l Super                             | 0,9 l Super                             | k. A.                                   | 0,9 l Super                             |                                         | 1,2 l Super                             | 0,9 l Super                             | 1,1 l Super                             | 1,2 l Super                             | —                                       | —                                       | —                                       |
| Tankinhalt                                  | 60 l                             | 60 l                                    | 60 l                                    | 60 l                                    | 60 l                                    | 60 l                                    | 60 l                                    | 60 l                                    | 60 l                                    | 60 l                                    | —                                       | —                                       | —                                       |
| elektrische Reichweite                      | —                                | 51 km                                   | 110 km                                  | 150 km                                  | 80 km                                   | 75 km                                   | 112 km                                  | 160 km                                  | 100 km                                  | 70 km                                   | 505 km                                  | 520 km                                  | 605 km                                  |
| Abgasnorm                                   | China VI                         | China VI                                | China VI                                | China VI                                | Euro 6e                                 | China VI                                | China VI                                | China VI                                | China VI                                | Euro 6e                                 | —                                       | —                                       | —                                       |

## Zulassungszahlen in Deutschland
Seit dem Marktstart bis einschließlich Dezember 2024 wurden in Deutschland insgesamt 473 BYD Seal U neu zugelassen.
| 108 \| \| |
|           |

|  |

| 365 \| \| |
|           |

|  |

| 108 \| \| |
|           |

|  |

| 365 \| \| |
|           |

|  |

| 108 \| \| |
|           |

|  |

| 365 \| \| |
|           |

|  |

| 108 \| \| |
|           |

|  |

| 365 \| \| |
|           |

|  |

| 108 \| \| |
|           |

|  |

| 365 \| \| |
|           |

|  |

| 108 \| \| |
|           |

|  |

| 365 \| \| |
|           |

|  |

| 108 \| \| |
|           |

|  |

| 365 \| \| |
|           |

|  |

| 108 \| \| |
|           |

|  |

| 365 \| \| |
|           |

|  |

|  | Benzin-PHEV |

|  | Benzin-PHEV |

|  | Elektro |

|  | Elektro |